# Héraklès archer
Pour les articles homonymes, voir Héraclès (homonymie).
Réalisée en 1909, Héraklès archer ou Héraklès tue les oiseaux du lac Stymphale est la sculpture la plus connue du sculpteur Antoine Bourdelle. Elle représente l'un des douze travaux d'Héraclès, celui où il doit abattre les oiseaux du lac Stymphale.
Il s'agit d'une commande du financier, mécène, amateur d'art et collectionneur Gabriel Thomas. La sculpture devait être initialement réalisée en un seul exemplaire selon le vœu du commanditaire. Présentée au salon de la Société nationale des beaux-arts de 1910, la sculpture en bronze doré fit sensation.

## La sculpture

### Origine et histoire de la sculpture
Bourdelle s'est inspiré des travaux d'Héraclès, il a choisi le sixième de ceux-ci : l'extermination des oiseaux du lac Stymphale. Dans la mythologie grecque, les oiseaux du lac Stymphale (en grec ancien Στυμφαλίδες όρνιθες / Stumphalídes órnithes) étaient des oiseaux monstrueux, se nourrissant de chair humaine (selon une des versions), qui infestaient les bois entourant le lac Stymphale, en Arcadie, utilisant les pointes acérées de leurs plumes de bronze (selon encore une des nombreuses versions) comme flèches, pour tuer hommes et bêtes et les dévorer.
Pour la création de cette œuvre, Antoine Bourdelle demanda à son ami le commandant André Doyen-Parigot (1864-1916), qu'il avait rencontré aux « Samedis Rodin » de poser pour lui. Ce militaire était un sportif accompli et il aurait posé pendant un total de dix heures pour Bourdelle. Il tenait un manche à balai en guise d'arc. Le déploiement du corps et la tension des muscles exigés par le tir à l'arc mettent en valeur la musculature du modèle accomplissant deux efforts contraires, celui du bras tendant un arc et celui du pied prenant appui sur un rocher. Son visage apparaît sur le bronze de la cinquième étude de Bourdelle, la plus aboutie de toutes les éditions produites, mais l’officier qui s’asseyait pour lui ne voulut pas être reconnu, et ses traits disparurent dans la sixième esquisse, devenant plus stylisés. Bourdelle modifia la tête de son modèle, celui-ci ayant demandé qu'il soit impossible de le reconnaître,. André Doyen-Parigot meurt pendant la Première Guerre mondiale à Verdun en 1916.
Antoine Bourdelle réalisa plusieurs études pour aboutir à une petite sculpture, qu'il considéra comme achevée, en 1909. Lors de la visite de son atelier, le mécène Gabriel Thomas, émerveillé par celle-ci, lui commanda une sculpture monumentale en bronze pour les jardins de sa demeure « Les Capucins » de Meudon-Bellevue,. Le financier en exige l'exclusivité. Par la suite, Bourdelle crée une nouvelle statue en plâtre, cette fois-ci de grandes dimensions. La statue en bronze est fondue par Eugène Rudier. Présentée au salon de la Société nationale des beaux-arts de 1910, la sculpture en bronze doré fit sensation et la version de 1910 est finalement éditée en dix exemplaires. En 1923, l'État français commande une deuxième version monumentale pour le musée du Luxembourg consacré aux œuvres des artistes contemporains. C'est cet exemplaire qui est acheté par le musée d'Orsay, où il est toujours exposé de nos jours. Le plâtre original est quant à lui au musée Bourdelle.

### Description et analyse de la statue conservée au musée d'Orsay
La version du musée d'Orsay est en bronze doré : elle fut commandée par l'Etat français en 1923. Deux petits reliefs ont été ajoutés sur le rocher représentant l'hydre Lerne et le Lion de Némée. Ses dimensions sont imposantes : elle mesure 2,48 mètres de hauteur pour 2,47 mètres de largeur et 1,23 mètre de profondeur. Son poids total est de 580 kg. C'est une statue en ronde-bosse, c'est-à-dire qu'elle peut être observée sous n'importe quel angle. Au musée d'Orsay, la statue est exposée sur un socle, au niveau médian, sur la terrasse des sculptures. La sculpture est aussi large que haute. Elle se compose d'un axe horizontal bien marqué, mais aussi d'un axe vertical qui passe par le genou et le poignet.
La statue figure le demi-dieu dans une position d'équilibre précaire. Le corps est en tension, un effet rendu par la position des membres. L'impression de dynamique est rendu par le jeu entre pleins et vides,. L'anatomie d'Héraklès est vigoureuse et musclée, pour montrer la force du personnage. Il s'agit de donner une image de force démesurée, de héros puissant : Bourdelle a pour cela rajouté des muscles qui n'existent pas dans un corps réel. Le pied gauche du personnage, posé sur le rocher, évoque une patte de lion. Les mains ressemblent à des griffes. Aucune corde ni aucune flèche ne sont représentées. Le geste de l'archer est fidèle à la position des tireurs de l'Antiquité qui utilisaient un arc d'un seul tenant (longbow) alors qu'aujourd'hui, les athlètes utilisent un arc qui se démonte, en plusieurs morceaux.

Le visage d'Héraklès est effilé et géométrique : il rappelle celui d'un kouros grec. Le modèle, André Doyen-Parigot, ne voulant pas être reconnu, demanda à Bourdelle de modifier les traits du visage. Ce choix permet également au sculpteur de ne pas représenter un être humain réel mais un héros antique. Ses yeux ont une forme d'amande, le nez est dans le prolongement du front, les pommettes et les arcades sourcilières sont saillantes. Le demi-dieu regarde vers le haut, car il vise des oiseaux. Son regard est déterminé et concentré.

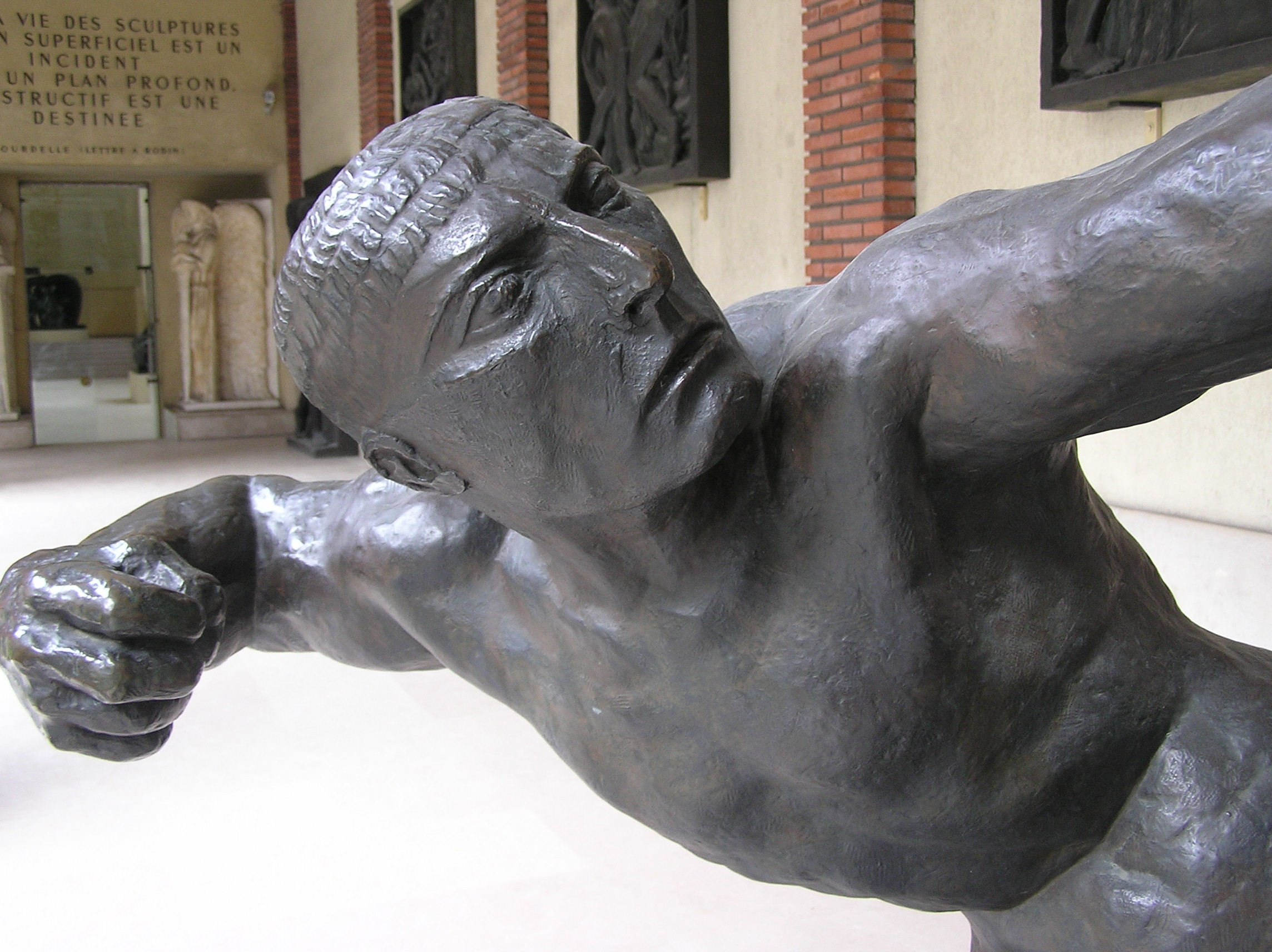
La tête
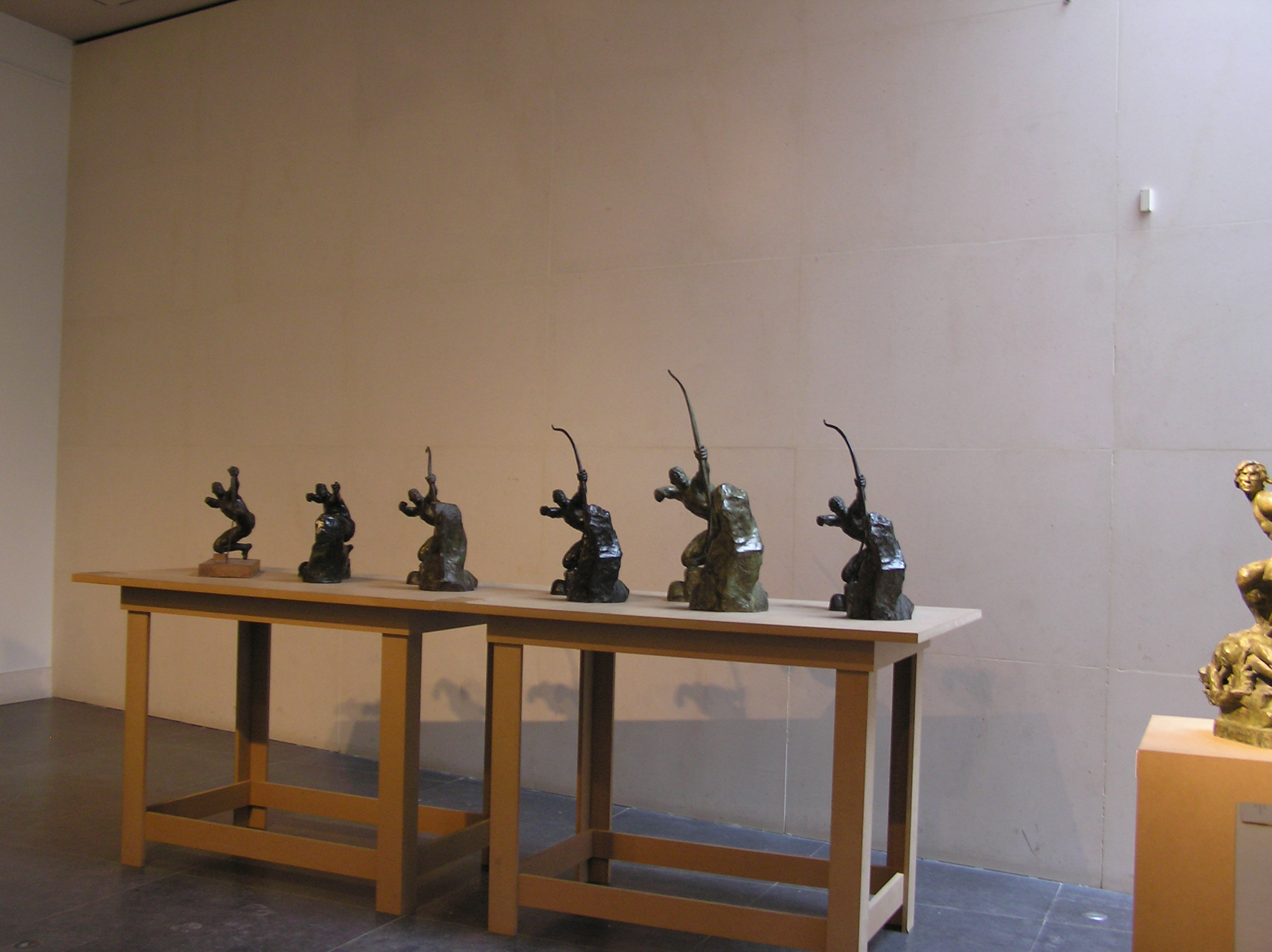
Les six études de 1909, musée Bourdelle, Paris.
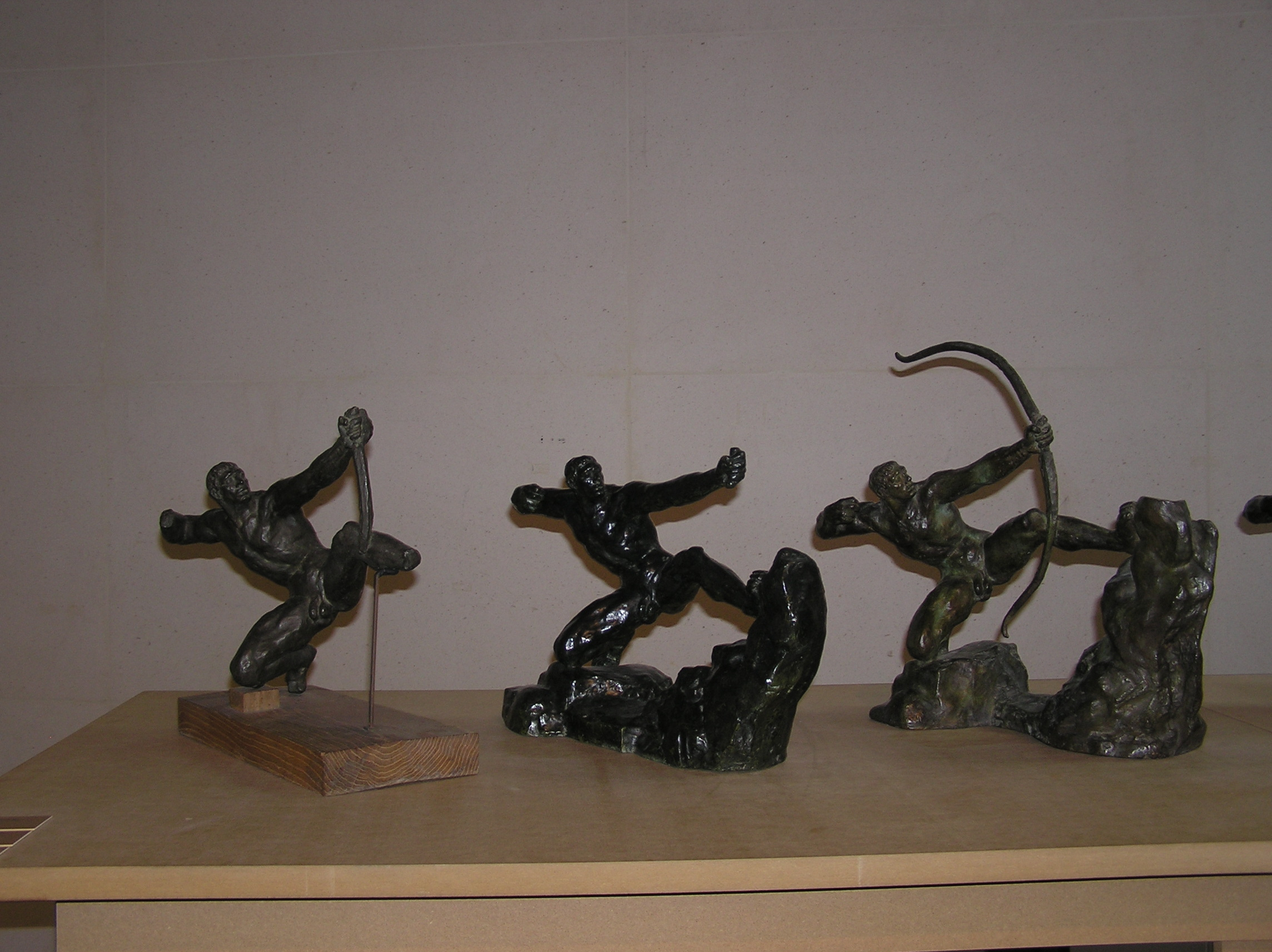
Les trois premières études.
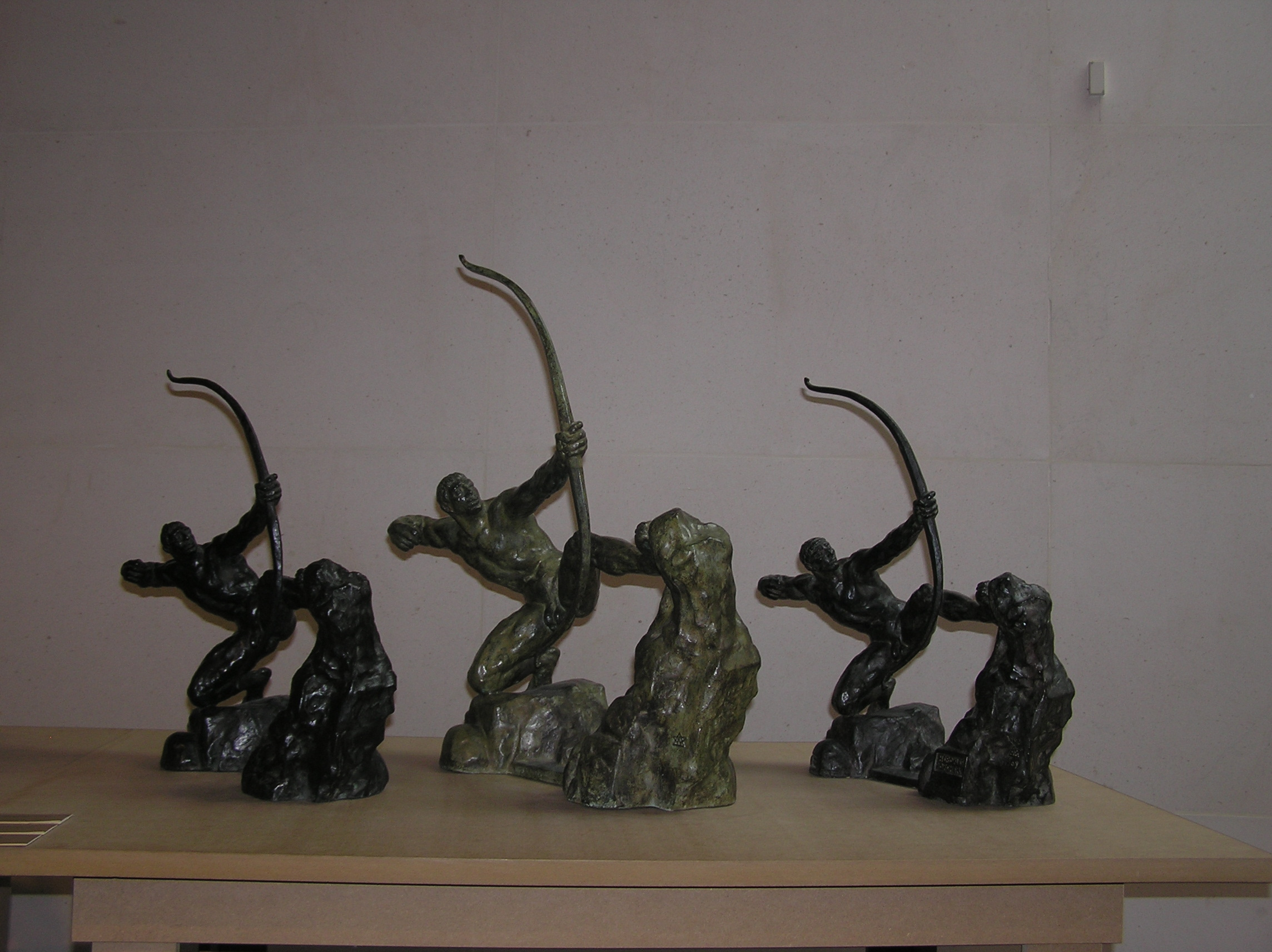
Les études suivantes.
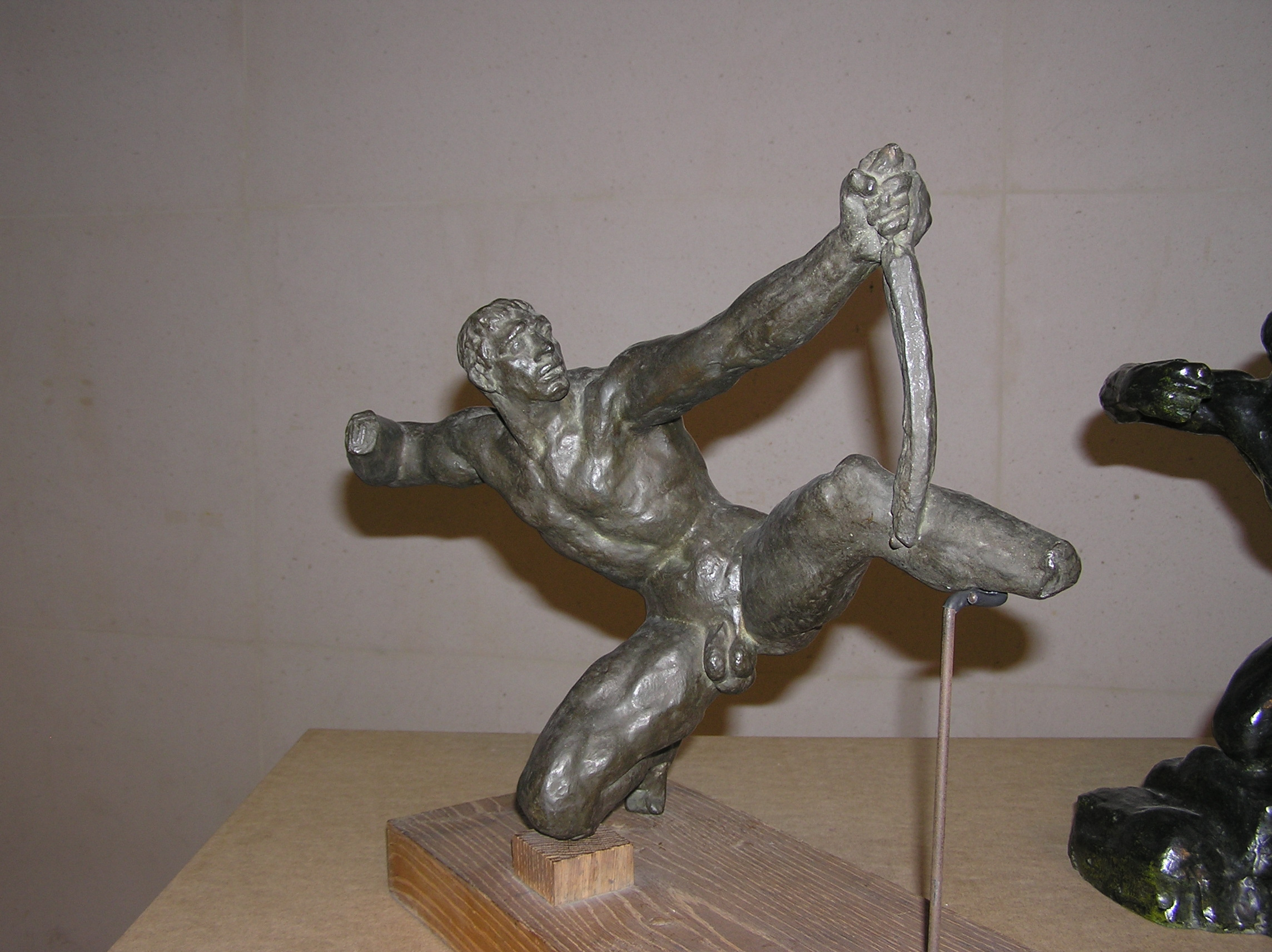
La première étude.

### Les deux versions d’Héraklès archer
La première version date de 1909. Après la commande de Gabriel Thomas en avril 1909, Bourdelle réalisa la sculpture dans sa dimension monumentale (2,50 m × 2,40 m) pendant l'été 1909. Elle fut fondue par Eugène Rudier. Elle ne compte ni base, ni bas-relief.
La deuxième version a été mise au point vers 1923. Elle diffère de la première version par des rajouts de reliefs sur le rocher de droite, représentant l'hydre de Lerne et le Lion de Némée. Enfin, un bandeau qui court le long de la base de la sculpture et le monogramme conçu en 1921 viennent compléter l'œuvre.
Des copies du torse (H. 0,94 m) furent également réalisées en bronze en six exemplaires, ainsi que des tirages des études de la figure entière, et de la tête, la plupart éditées en bronze.

### Les fondeurs
L'industrie du bronze française en 1878, occupe dans 600 fonderies plus de 7 500 ouvriers. Dès 1818, les fondeurs s'organisent en une « Réunion des fabricants de bronze » pour défendre leurs intérêts et en particulier lutter contre la contrefaçon. Pour lutter contre celle-ci ainsi que la multiplication inconsidérée de tirages d'une même œuvre, les fondeurs Rudier, Hébrard et Valsuani  sont les premiers à numéroter leurs tirages. Chaque épreuve porte un numéro d'ordre et le chiffre total du tirage.

## Art, ruptures, continuités

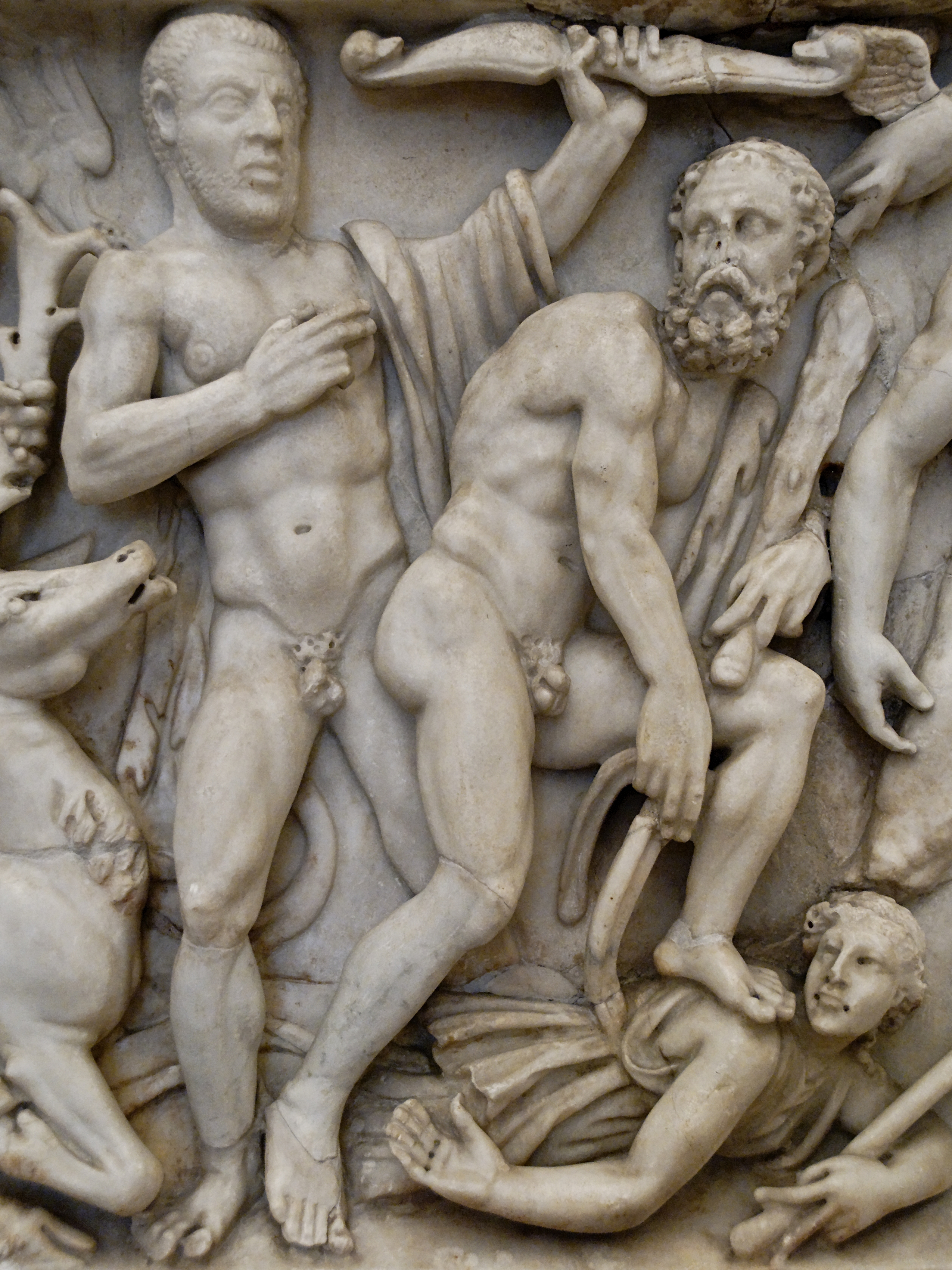
Hercule et les oiseaux de Stymphale. Détail d'un sarcophage romain en marbre, IIIe siècle, Palais Altemps, Rome.

Héraklès archer d'Antoine Bourdelle s'inscrit dans une longue tradition de représentation du demi-dieu Héraklès. Plusieurs sculptures représentent Héraclès au repos, dont le Hercule Farnèse, copie romaine du IIIe siècle d'après un original grec de Lysippe.
Le thème des oiseaux de Stymphale n'est pas le plus représenté dans l'histoire des arts. Dans les arts romains, Héraclès est régulièrement représenté sur des mosaïques. Au IIIe siècle, la Mosaïque des travaux d'Hercule de Liria, qui décorait le sol d'une salle de réception dans un bâtiment romain découvert dans l'actuelle ville de Llíria en Espagne, représente les travaux d'Héraclès. Il existe peu de sculptures antiques représentant la sixième épreuve des douze travaux. Si Bourdelle reprend l'arc, la nudité héroïque et la musculature impressionnante, éléments traditionnellement attachés à la figure d'Héraklès, il se démarque aussi par l'absence de barbe du héros.
Héraklès archer est une sculpture de style classique moderne. Elle appartient au genre artistique de nu et s'inscrit dans une tradition ancienne de représentation du corps humain : par son sujet, la statue du demi-dieu se place dans la continuité de l'art grec, en particulier des grands bronzes. Le nu masculin, fréquent en sculpture pendant l'Antiquité, tend à disparaître au Moyen Âge, pour réapparaitre à la Renaissance. Alors qu'au début du XXe siècle apparaît la désignation de « nu », les artistes modernes remettent en cause l'art figuratif avec le cubisme, puis avec l'art abstrait. Bourdelle choisit quant à lui de réaliser des œuvres figuratives. Il respecte les éléments de la statuaire classique : narration, technique du bronze, nu masculin athlétique, sujet mythologique... L'Héraklès archer de Bourdelle reprend différents styles de sculpture : la position d'équilibre et la tension du corps rappelle les recherches esthétiques de la sculpture hellénistique. Le dos excessivement musclé fait penser à celui du Torse du Belvédère (Ier siècle av. J.-C.). Le visage s'inspire des statues de l'Antiquité grecque primitive et de l'art roman du Moyen Âge. 

Les œuvres ayant influencé la statue d'Antoine Bourdelle, Héraklès archer :
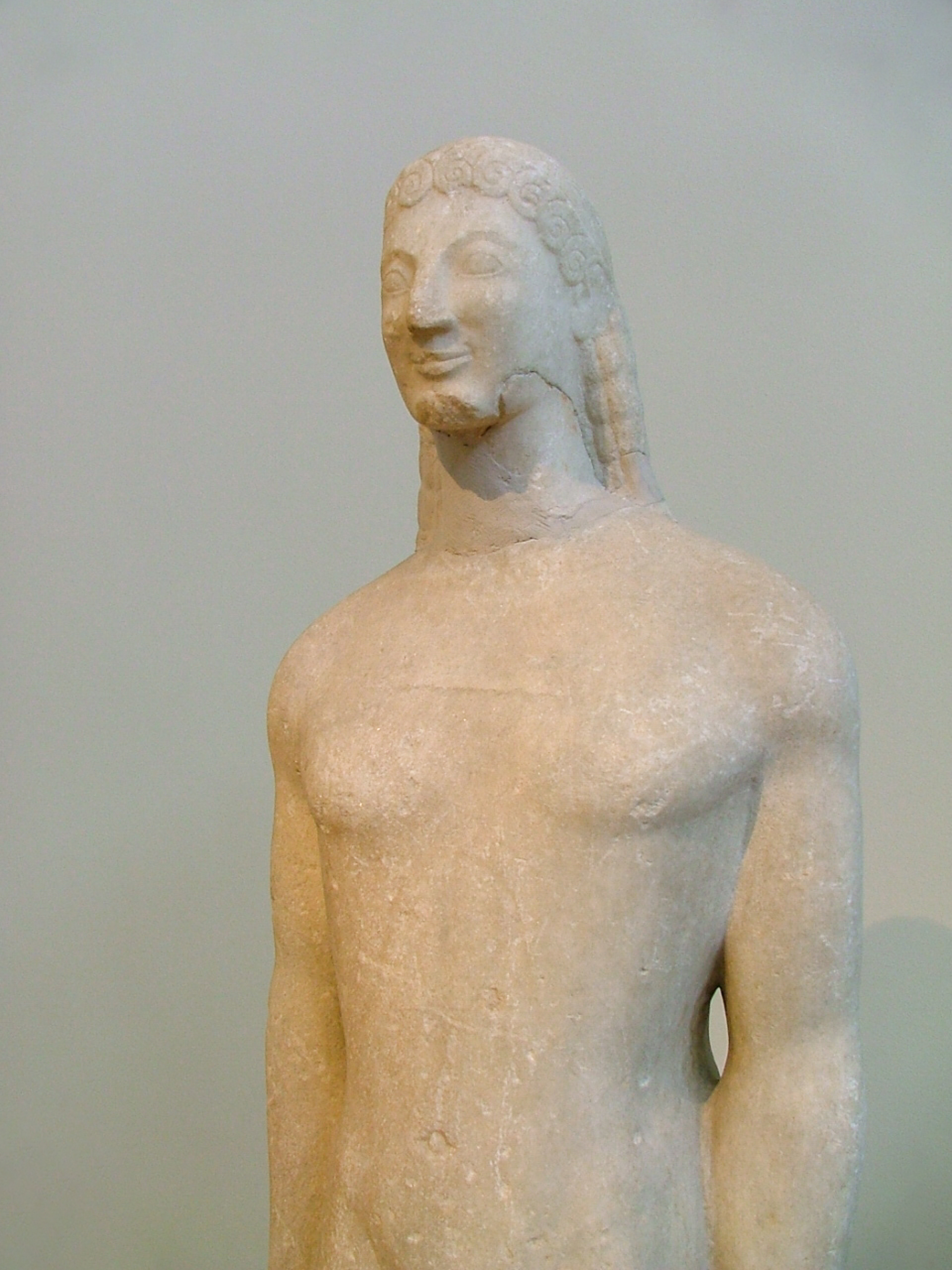
Statue de Kouros, île de Théra, Grèce, art grec archaïque. Le visage des kouroi a pu inspirer Bourdelle.
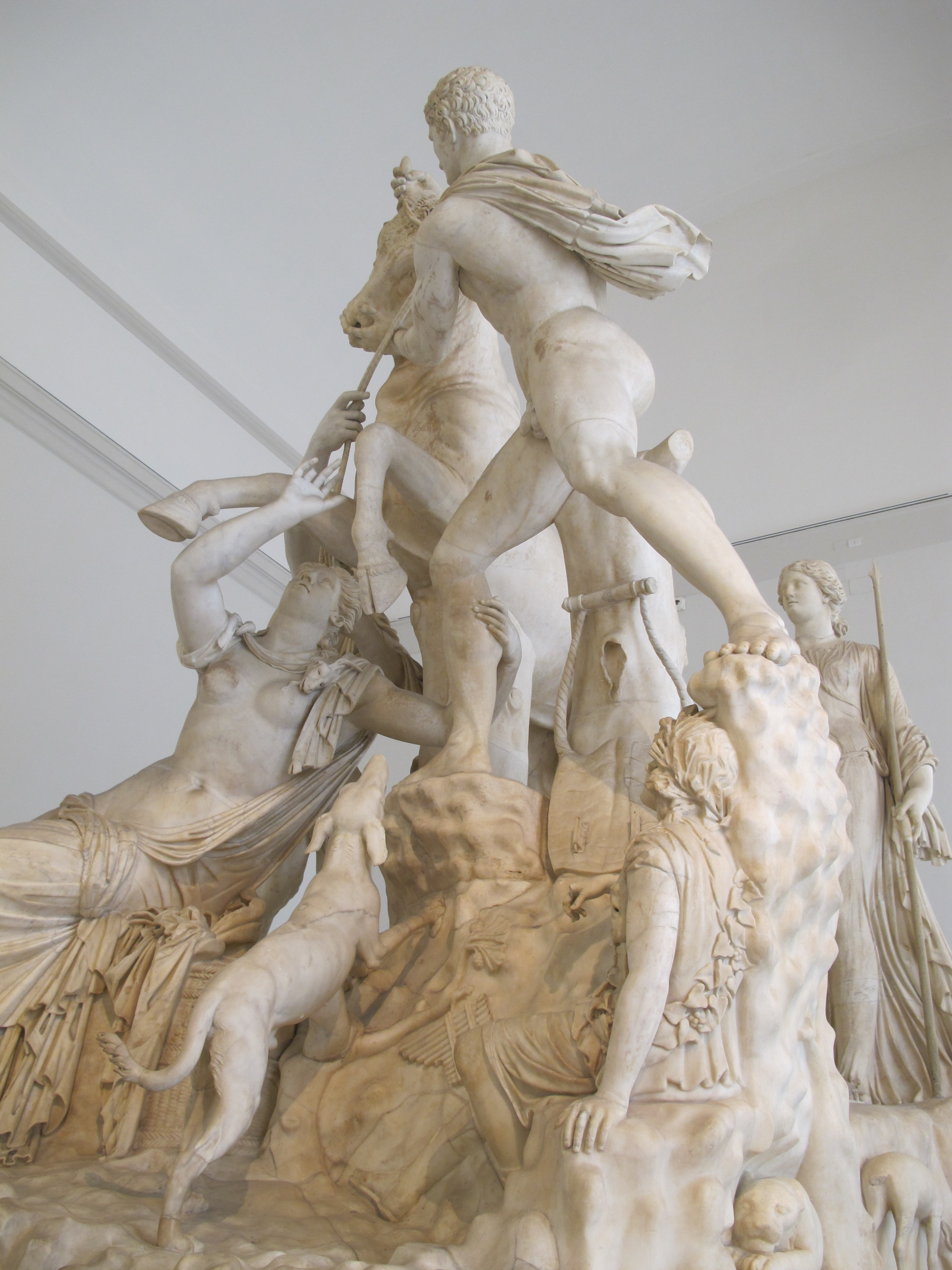
Taureau Farnèse, Musée archéologique de Naples, sculpture hellénistique, vers 150 avant J.-C. Le mouvement, la nudité héroïque, le traitement des vides et des pleins rappellent les éléments d'Héraklès archer.
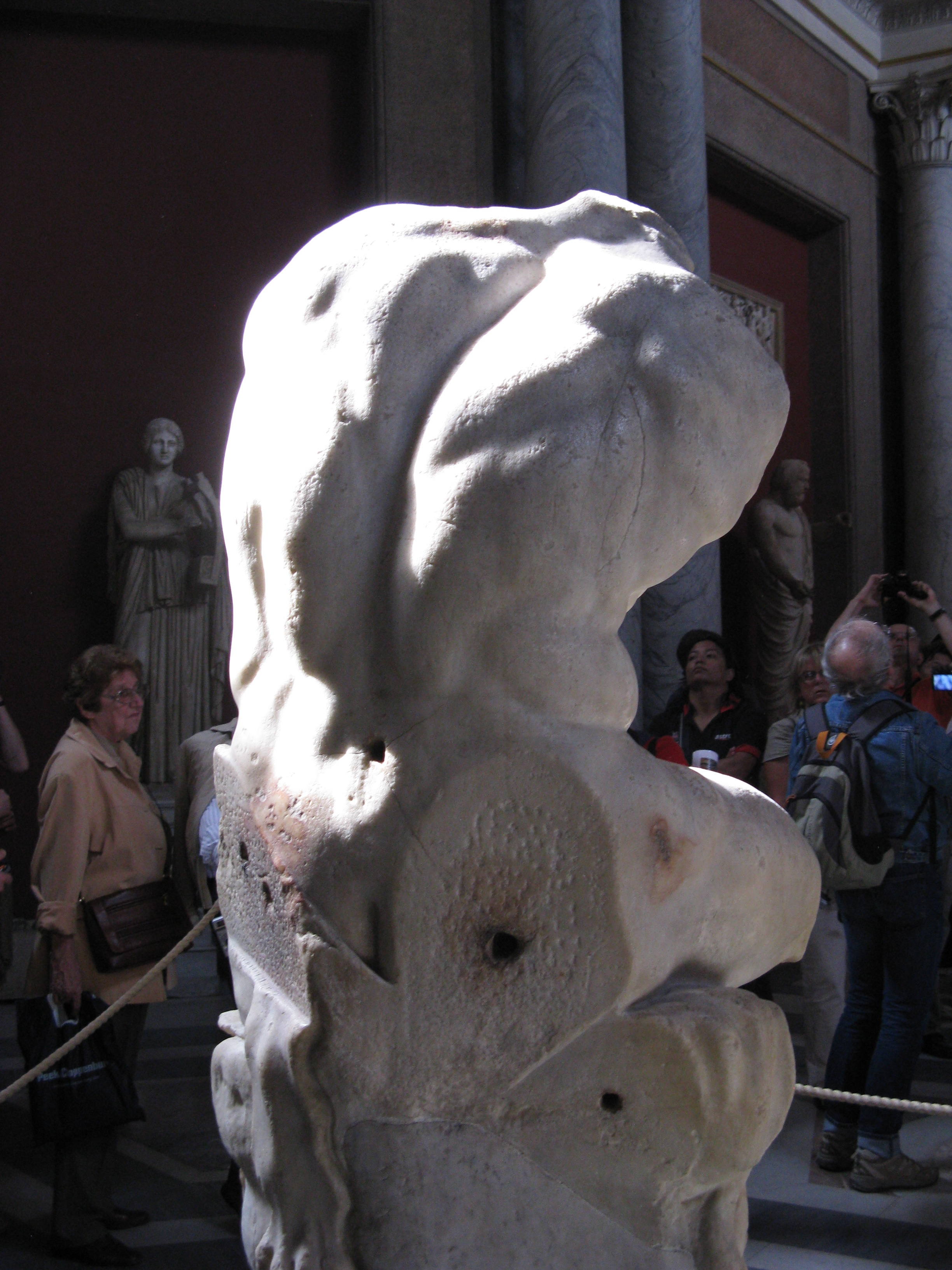
Torse du Belvédère, sculpture hellénistique, en marbre, conservé au musée Pio-Clementino, Vatican, daté du Ier siècle av. J.-C.
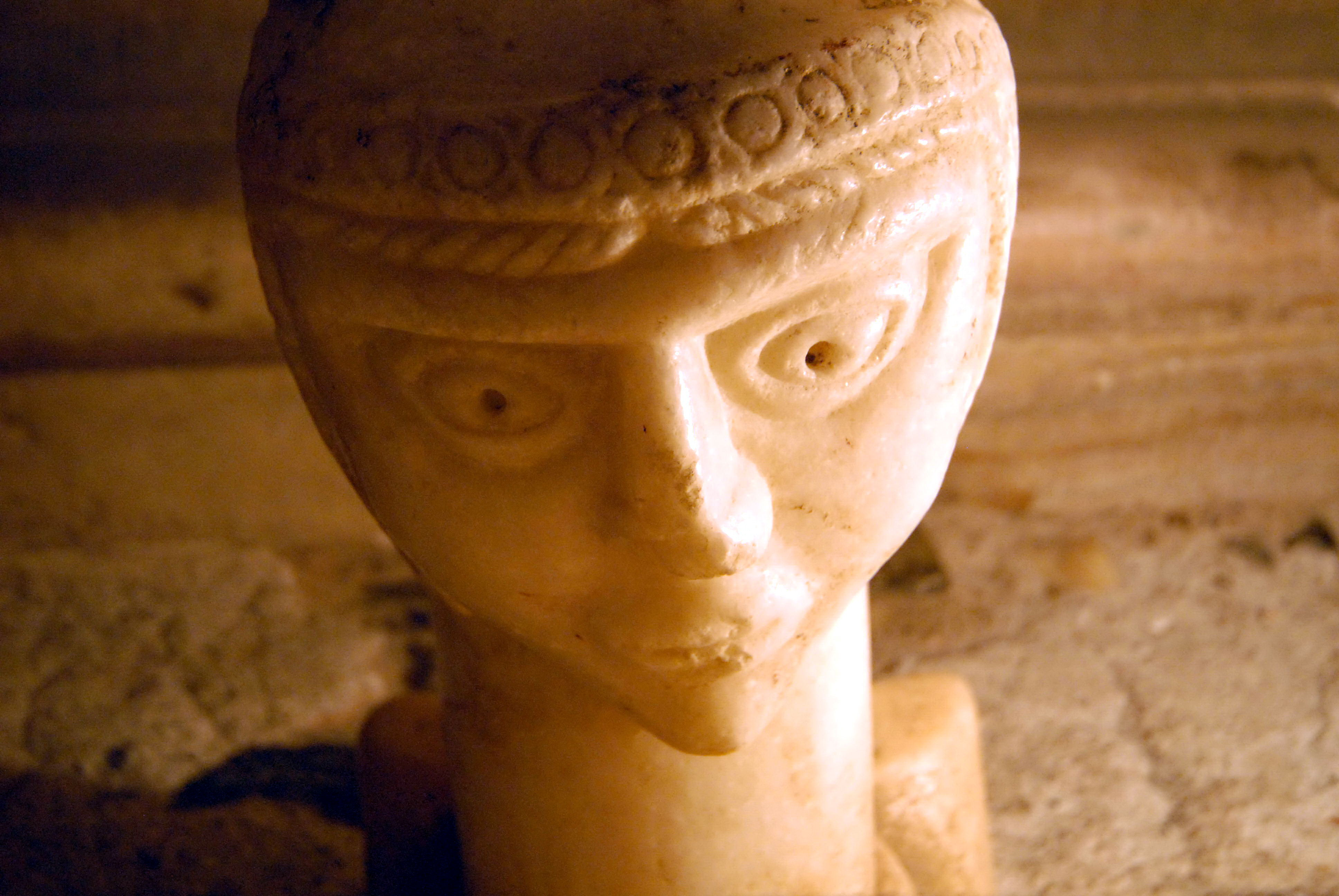
Art roman, tombe d'Emma de Gurk, Autriche. Les traits stylisés et simplifiés rappellent ceux du visage d'Héraklès archer.
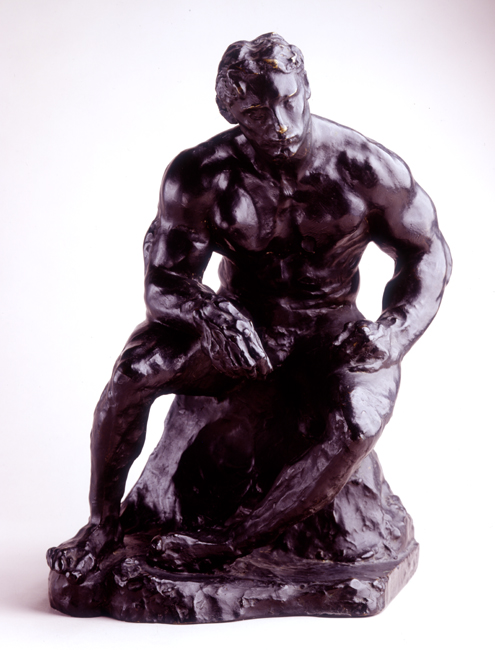
Auguste Rodin, L'athlète, vers 1901-1904, Museo Soumaya, Mexique. L'expressionnisme rodinien transcrit dans le bronze le réalisme, la force, l'expressivité.

Cependant, avec son Héraklès archer, Bourdelle cherche également à innover. Il se distingue de son maître Auguste Rodin. La statue d'Héraklès marque un tournant dans sa carrière alors qu'il atteint l'âge de 50 ans. Elle est conçue comme une architecture, avec ses pleins et ses vides, un choix plastique qui sera repris par la suite par les sculpteurs cubistes. Pour l'historien de l'art Jérôme Godeau,

« Bourdelle reprend l'écartèlement des cuisses et le développement du dos du « Torse du Belvédère » mais en il fait une oeuvre d'une telle force synthétique, d'une telle puissance de résumé avec ses plans qui s'enchaînent de manière quasi-abstraite, que l'on est là dans l'émergence de la sculpture moderne. »

Le corps du demi-dieu, remarquablement musclé ainsi que son attitude, d’une tension extrême rappellent les recherches expressionnistes de la période rodinienne de Bourdelle. Mais une maîtrise nouvelle de la forme, l’équilibre parfait des pleins et des vides, le dessin simplifié et strict de la tête sont déjà le signe de la mutation profonde opérée dans le style de Bourdelle.
La statue de Bourdelle a reçu les éloges de Filippo Tommaso Marinetti, chef de file du mouvement futuriste italien. Elle a par ailleurs inspiré des sculpteurs cubistes comme Henri Laurens.

## Consécration internationale
En 1914 Antoine Bourdelle prend conscience du préjudice subi de par l'exclusivité concédée à Gabriel Thomas. En effet, à l'issue de la biennale de Venise où Bourdelle avait exposé un plâtre d'Héraclès archer il doit refuser de vendre une statue en bronze. Devant la déception de Bourdelle, Thomas accepte de mettre fin à son exclusivité et rend sa sculpture à Bourdelle. Cette sculpture sera acquise par la Suède en 1920. Thomas obtient alors un nouveau tirage en bronze de la première version, qui resta dans sa famille jusqu'à sa vente en 1991 à Drouot-Montaigne et qui est aujourd'hui conservé à Tokyo.
Après l'accord de Thomas de concéder ses droits, la première version de 1909 est tirée à 10 exemplaires. Le premier exemplaire est livré en 1916 à la Galerie d'art moderne de Rome. En 1920 le prince Eugène de Suède achète le bronze original de Thomas pour son palais de Waldemarsudde (en) à Stockholm. En 1923 un exemplaire de la 1re version est vendu aux musées de Bruxelles et New York et un de la 2e version de 1923, également tirée à dix exemplaires, au musée de Prague. De cette seconde version, le musée du Luxembourg à Paris se procure en 1924 un Héraklès aujourd'hui au musée d'Orsay, puis la ville de Toulouse en 1925 pour un monument aux morts dédié aux sportifs et en 1927 les musées des Beaux Arts de Lyon (bronze) et du Havre (plâtre).
Il existe de nombreuses versions de l’Héraklès archer tant dans la taille que dans le matériau utilisé : bronze ou plâtre patiné, une multitude de musées et de villes présentent des épreuves de cette œuvre :

### France

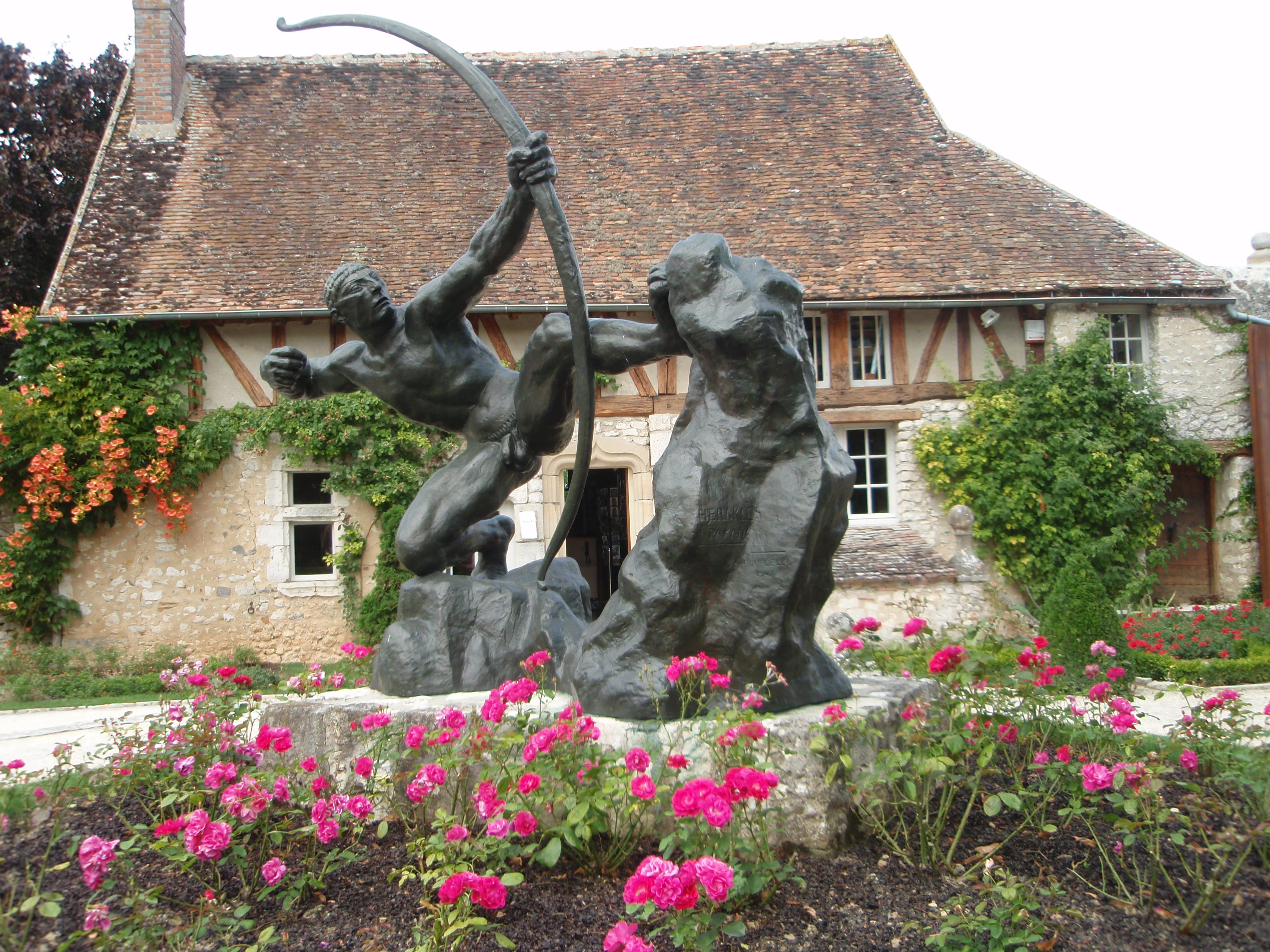
Antoine Bourdelle, Héraklès archer, musée-jardin d'Égreville.

- À Paris, le musée Bourdelle situé au 16, rue Antoine-Bourdelle dans le XVe arrondissement conserve plusieurs étapes de l'œuvre, un bronze de la première version de 1909 dans la coursive du jardin et le plâtre original de la seconde version de 1923 dans le grand hall. Le musée d'Orsay[14] présente un tirage doré[15] sur la terrasse Lille au premier étage. Cet exemplaire, qui porte l'inscription « HERACLES ΗΡΑΚΛΗΣ – ANTOINE BOURDELLE 1909 – ALEXIS RUDIER FONDEUR PARIS »[16], a été fondu en 1924 d'après la deuxième version exécutée vers 1923.
- L'INSEP, à qui la statue sert d'emblème, expose depuis 1956 à l'entrée de son site la sixième épreuve de 1909 fondue par Hohwiller et numérotée 5, propriété de la Direction Générale de la Jeunesse et des Sports[17],[18]. La gare Montparnasse a également un exemplaire de l'œuvre exposé dans le Hall 2[19].
- Le musée-jardin Bourdelle à Égreville abrite une épreuve en bronze originale d'Héraklès archer[20] d'après la première version, fondu par la fonderie Susse. Elle est exposée dans le jardin. Situé dans le département de Seine-et-Marne près de Paris, le jardin-musée départemental Bourdelle d'Égreville a été constitué entre 1966 et 1969 par Michel Dufet et son épouse Rhodia, fille de Cléopatre et d’Antoine Bourdelle.
- À Montauban, la ville natale d’Antoine Bourdelle dans le département de Tarn-et-Garonne, le musée Ingres de la ville expose le plâtre patiné original de la première version de 1909[21],[22]. Ce plâtre resta longtemps dans l'atelier de Paris et fut remis, par Cléopâtre Bourdelle, à Montauban en 1953.
- À Toulouse, square de l'Héraclès sur l'allée de Barcelone, près du canal de Brienne, se trouve une version de la sculpture, l'Héraclès archer de Toulouse. C'est à l'initiative de Paul Voivenel en 1925 que cet Héraclès fut installé en mémoire de tous les sportifs morts au combat. Ce monument aux morts est aussi dédié au rugbyman toulousain Alfred Mayssonnié, et il présente une stèle de Bourdelle en bronze de ce sportif[23]. Le monument dans son intégralité a été dessiné par Bourdelle en 1922.
- Le Musée des Beaux-Arts de Lyon expose Héraclès qui tue les Oiseaux du lac Stymphale ou Héraklès archer, la seconde version datant de 1927[24].
- Au Havre, le musée d'Art moderne André-Malraux expose le second plâtre de la version de 1923, acquis directement auprès de Bourdelle, en 1927, par le conservateur du musée Alphonse Saladin[25].
- Dans le département des Yvelines, exposé dans la cour Héraklès au musée départemental Maurice-Denis, fondateur du mouvement nabi.

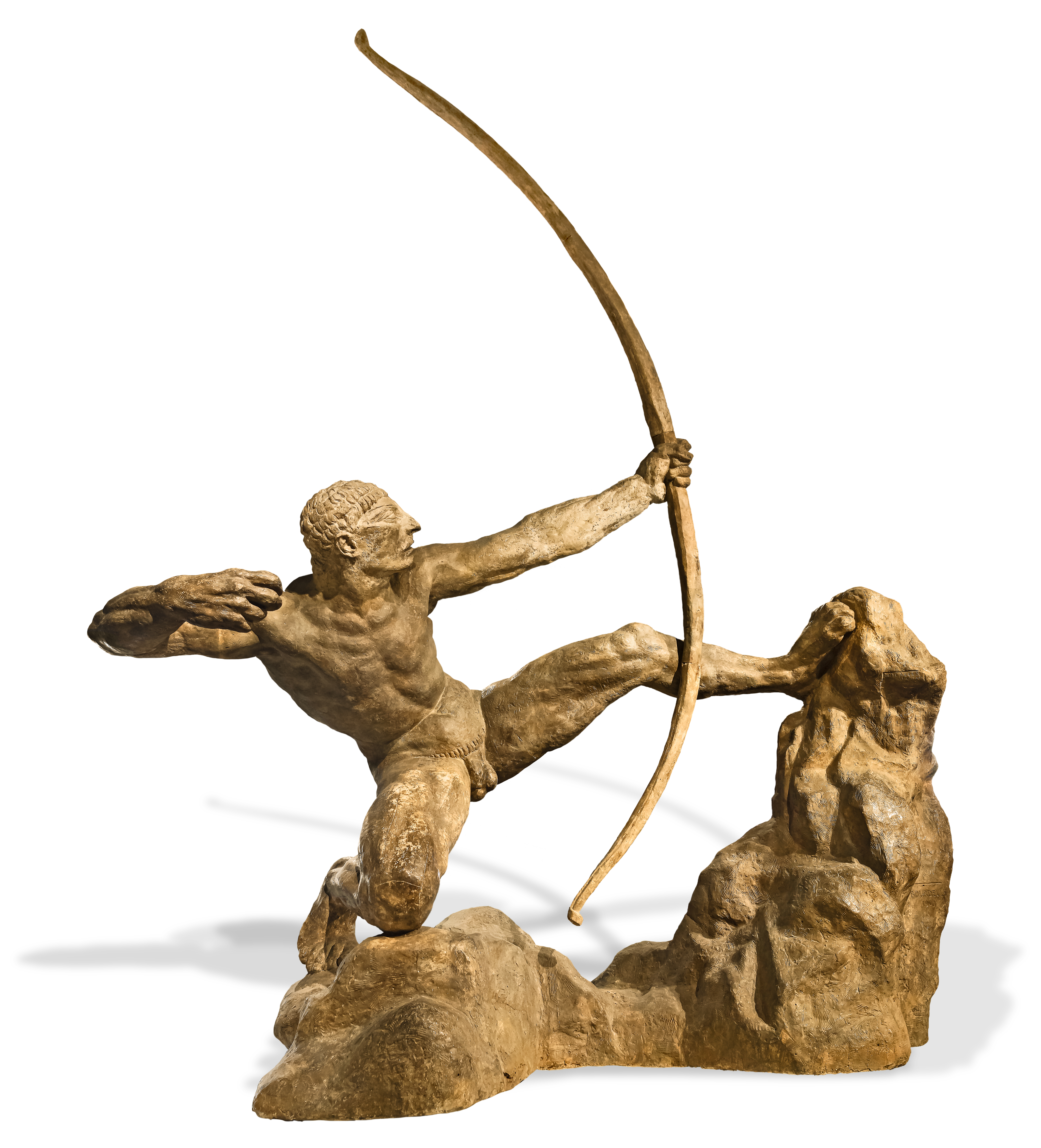
Héraklès archer, plâtre original de 1909 du musée Ingres à Montauban.
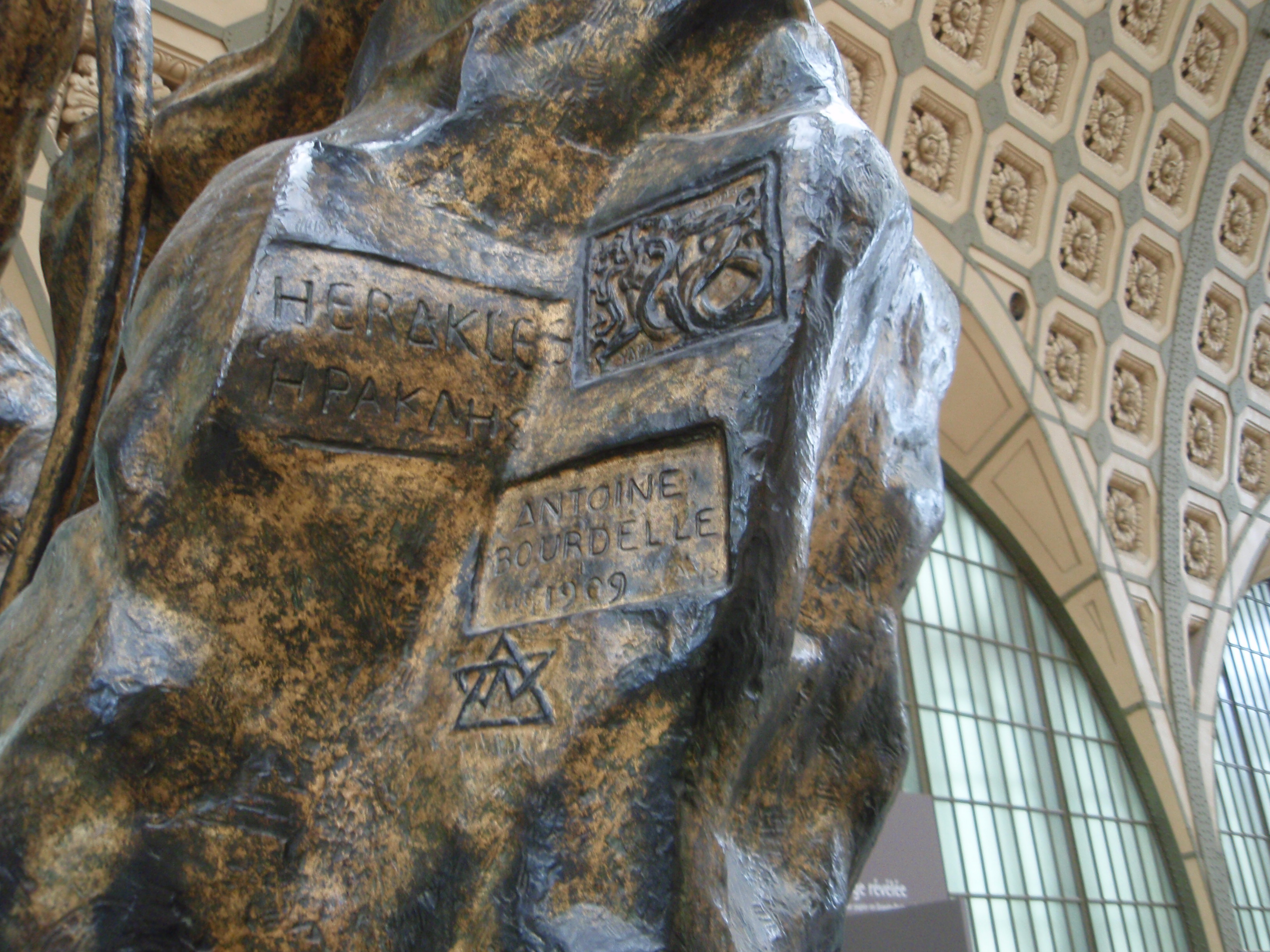
Monogramme et inscriptions de l'Héraklès du musée d'Orsay à Paris.
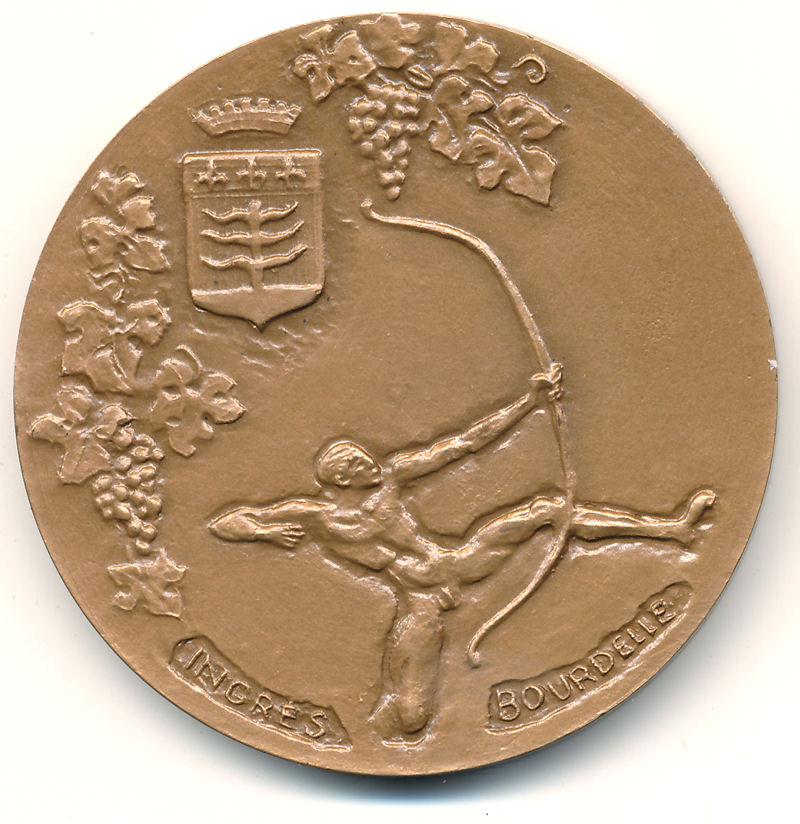
Revers de la médaille de Montauban représentant l'Héraklès de Bourdelle
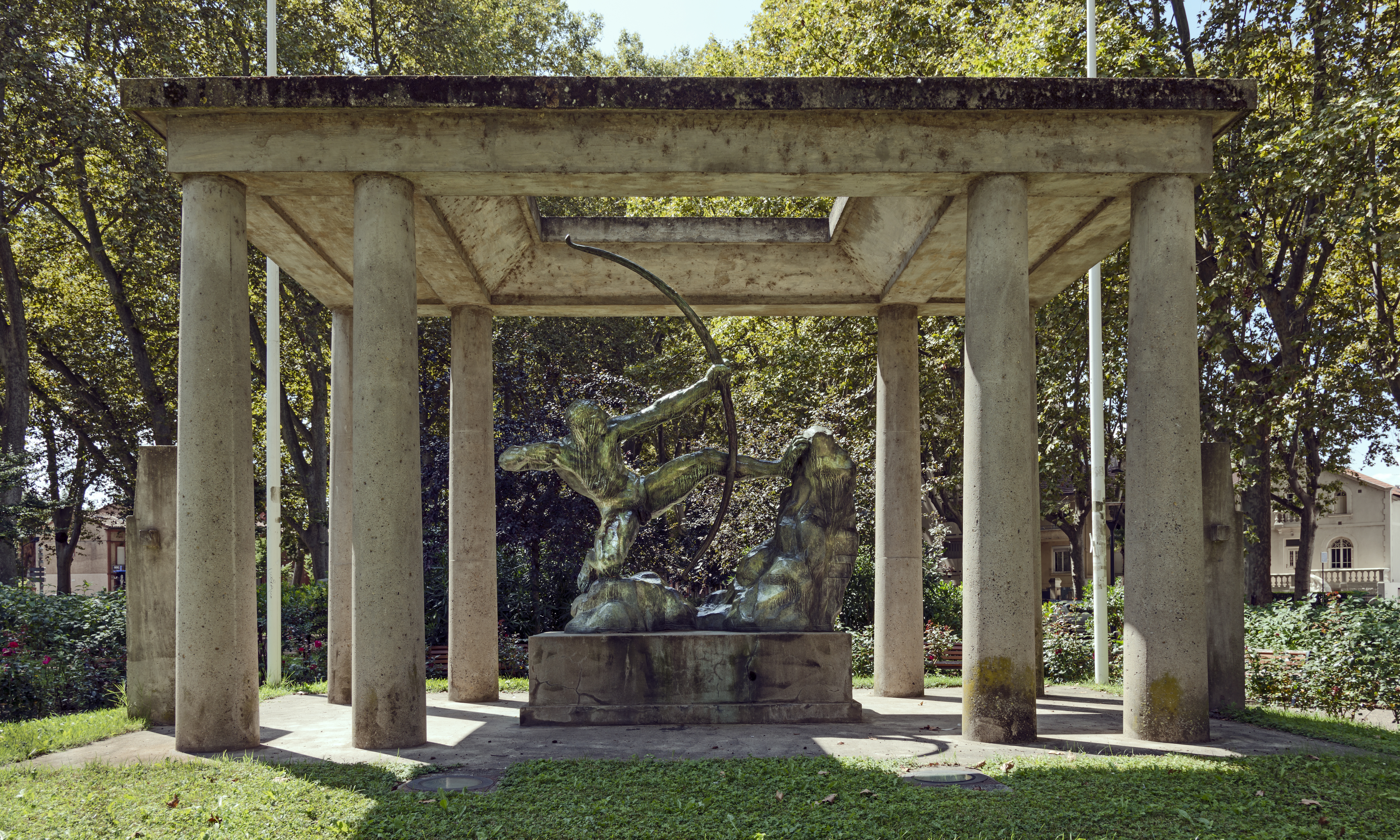
Monument aux sportifs morts en 1914-1918 à Toulouse : l’Héraklès archer.
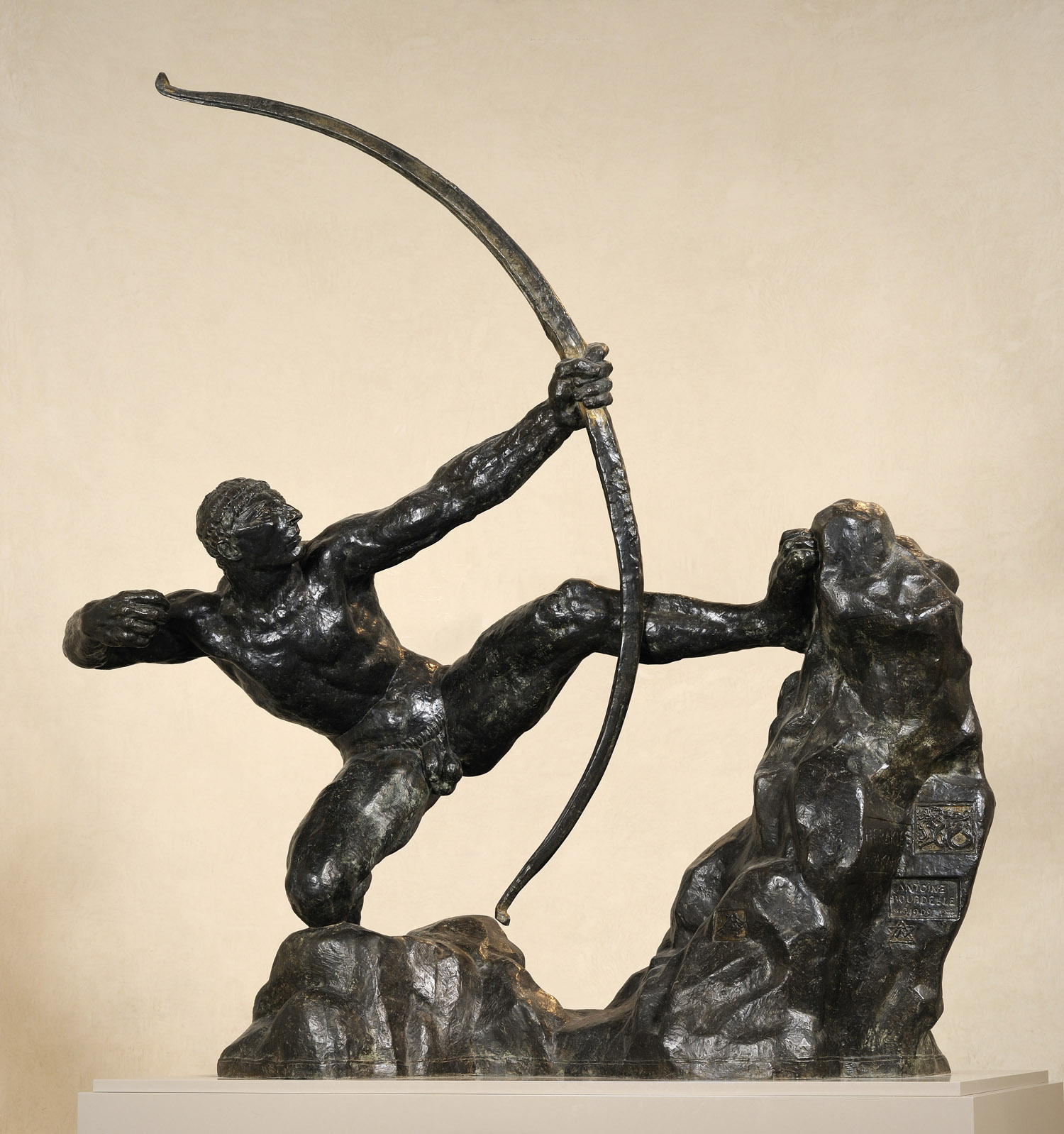
Héraklès tue les Oiseaux du lac Stymphale au Musée des Beaux-Arts de Lyon.

### Europe
- À Stockholm au musée Waldemarsudde (en) (bronze original de 1909).
- À Rome à la galerie nationale d'Art moderne et contemporain (1909).
- À Bruxelles aux musées royaux des beaux-arts de Belgique (1909).
- À Anvers, au musée de Sculpture en plein air de Middelheim (1909).
- À Cologne, dans la cour intérieure de la faculté des sciences économiques et sociales de l'université de Cologne (1909)[26].
- À Prague au palais Veletržní de la Galerie nationale de Prague (1923).

### Afrique
- À Alger, au musée national des Beaux-Arts (1923).

### Amérique
- À New York au Metropolitan Museum of Art (1909).
- À Los Angeles, au musée d'Art du comté (1909).
- À Buenos Aires en Argentine, El arquero est exposé dans un parc du quartier Recoleta de Buenos Aires (1923).
- À La Nouvelle-Orléans au Sydney and Walda Besthoff sculpture garden du New Orleans Museum of Art (1923). Il s’agit du dixième et dernier moulage de l’original, réalisé sous la supervision de sa veuve, Cléopâtre Sevastos[2].
- À Honolulu au Honolulu Museum of Art.
- À Dallas devant le Trammell Crow Center.
- À Syracuse à l'université de Syracuse.
- À Madison au Chazen Museum of Art de l'université du Wisconsin à Madison.

### Asie
- À Tokyo le musée national de l'Art occidental expose Héraclès archer (1909) en extérieur[27] et le musée d'art Bridgestone présente l'œuvre dans la salle des peintures des impressionnistes.
- À Hakone au musée en plein air de Hakone[28].

## Les représentations d’Héraklès

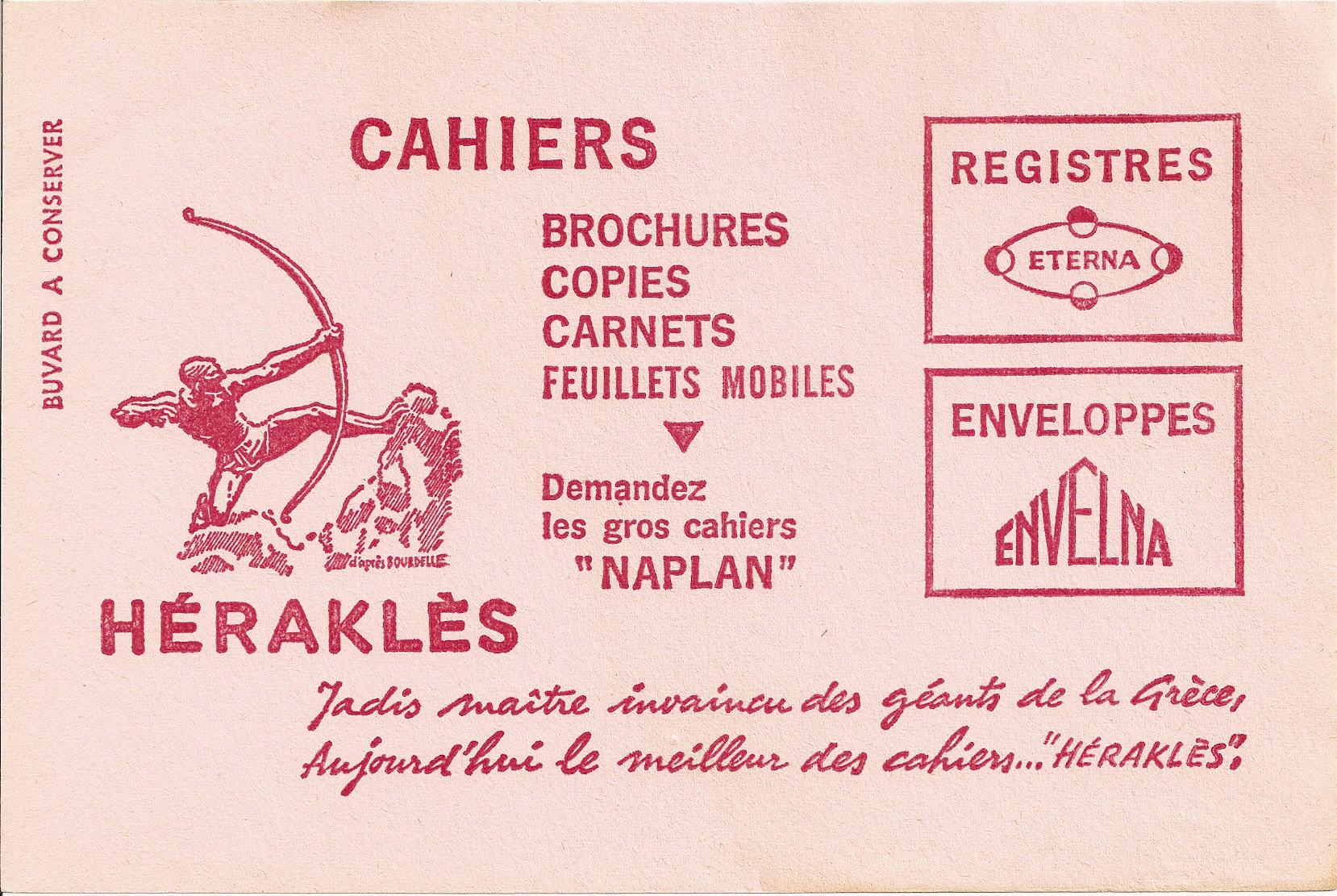
Buvard publicitaire.

La sculpture est reprise sous diverses formes par des publicitaires :
- En 1924, Héraclès archer devait apparaître sur les affiches des Jeux olympiques qui se tiennent à Paris. Mais finalement le projet de Bourdelle n'est pas retenu, ce sont les affiches de Jean Droit et d'Orsi qui furent utilisées.
- Les cahiers d'écolier Héraklès utilisent un dessin de la sculpture.
- En 1941, les pneus Goodyear utilisent l'image.
- En 1946-1948, c'est le journal Midi Sportif qui utilise l'emblème.
- Les laboratoires Delagrange dont le journal d'entreprise s'appelle L'Archer…
- En 1952, la base école de Rochefort (BER) utilise l'Archer sur son insigne

## Citations
- « Il est entendu que ce bronze sera unique, en ce sens que vous ne le reproduirez pas dans la même grandeur ou sans quelques modifications d'interprétation », écrivait Gabriel Thomas à Bourdelle le 2 avril 1909 en lui confirmant la commande de l'Héraklès archer[30].
- La caricature de Adolphe Léon Willette est mémorable[31] :

- Chœur des dames : « Ah ! un homme complet ! Quel rêve ! Bravo Bourdelle ! »
- Chœur des hommes : « Ah ! une femme sans tête ! Quel rêve ! Bravo Rodin ! »